# 서병호 (1885년)
서병호(徐丙浩, 1885년 7월 7일 ~ 1972년 6월 7일)는 대한민국의 독립운동가, 교육자이며, 본관은 대구이다. 한국에서 최초로 유아세례(幼兒洗禮)를 받은 초기 장로교의 신자이기도 하다. 호는 송암(松巖) 또는 송암(松喦)이다. 황해도 장연군 출신. 독립운동가 김규식과는 동서간이며 김필례, 김점동과 인척간이었다.
1918년 상하이에서 신한청년당을 창당하였고, 1919년 4월에는 대한민국 임시의정원과 상하이 임시정부의 수립에 참여하였다. 이후 임정 산하 대한적십자회를 창설하였으며 1927년에는 김규식 등과 함께 영어 교육을 목적으로 남화학원을 세웠으나 재정난으로 문을 닫았다. 광복 후, 1947년에 귀국하여 서울 새문안교회 장로로서 YMCA 중앙기독청년회 이사, YMCA 전시비상대책위원장 등으로 활동하였고, 장애인 단체를 이끌었으며, 경신학교 재단 이사장, 경신중학교 교장으로 재직하다 정년 퇴직하였다.

## 생애

### 생애 초반
황해남도 장연군에서 목회자 서경조(徐景祚, 본명은 서상우(徐相佑))의 차남으로 태어났으며,어려서부터 기독교인이었다. 큰아버지 서상륜이 아들이 없었으므로 서경조의 둘째 아들인 그가 어려서 큰아버지 서상륜의 양자가 되었다. 생부 서경조와 양아버지 서상륜은 황해도 소래교회의 창설자의 한 사람이다. 그의 아버지 서경조는 한국 장로교 최초의 7명의 목사 중 한 사람이기도 했다. 그는 어려서 유아 세례를 받았는데, 이는 최초의 유아세례자 중의 한 사람이 되었다.
처남 김윤방은 한국 최초의 여의사 김점동(金點童, 다른 이름은 박에스터), 독립운동가 김마리아의 아버지였다. 고황경은 그의 둘째 처남 김윤오의 외손녀였고, 독립운동가 겸 정치인이며 임시정부의 부주석인 김규식은 그의 동서이자 처제 김순애의 남편이었다. 처제 김필례의 남편인 목사 최영욱을 통해 광주 출신 중국의 음악가 정율성과도 인척관계를 형성한다. 아들 서재현도 건국훈장을 받은 독립운동가이다.

### 교육 활동과 망명 생활
1905년 경신학교(儆新學校)를 졸업하고, 아버지 서경조가 세운 황해도 해서제일학교(海西第一學敎)의 교사가 되고 이어 안창호의 평양 대성학교(大成學敎), 윤치호의 한영서원, 경성의 중앙학교 등에 교사로 출강하였으며 다시 자신의 모교인 경신학교 교사로도 출강하였다. 그밖에 중앙 YMCA 기독교청년회에도 출강하였다.
1911년 105인 사건 이후 기독교 선교자들에 대한 탄압이 계속되자 1914년 여행 목적으로 중국으로 출국했다가 상하이에서 중국으로 망명, 난징 금릉대학(金陵大學)에 입학하였다. 1918년 금릉대학을 졸업하고 신규식 등과 신아동제사에서 활동하였다.
우드로우 윌슨의 민족자결주의 발표 이후 1918년 11월 상하이에서 김규식(金奎植), 선우혁(鮮于爀), 신채호, 신성모, 신규식, 신석우, 여운형, 이광수, 장덕수(張德秀) 등과 함께 신한청년당(新韓靑年黨)을 조직하고 그 당수에 추대되었다. 우드로우 윌슨의 민족자결주의에 감화받은 그는 그해 12월 프랑스 파리에서 제1차 세계 대전의 종전 문제를 논의하는 파리강화회의에 김규식, 여운홍, 김탕 등을 신한청년당의 대표자로 프랑스에 파견하였다.

### 임시정부, 임시의정원 지원 활동
1919년 4월 대한민국 임시의정원이 수립되자 임시의정원 의원(황해도 지역구)의 한 사람에 선출되고, 같은 달 상하이 임시정부가 수립되자 임시의정원 제헌의정원 내무위원으로 선임되었다. 제헌의정원 내무위원으로 활약하면서 국내에 잠입하여 동지의 연락과 독립자금모금에 전력하다가 조선총독부의 탄압을 피해 그해 말 다시 상하이로 되돌아왔다. 그해 대한민국 임시정부 산하 대한적십자회를 창설하여 독립운동자 가족들의 어려운 살림을 돕는 한편, 구호 활동에도 나섰다.
1923년 9월부터는 김규식 등과 함께 독립운동가 자녀 및 상하이, 난징 거류 한인 교민 자녀들을 대상으로 영어 교육을 할 목적으로 남화학원(南華學院) 등을 세워 교육사업에도 힘썼지만 재정난, 운영난으로 8년 만에 문닫고 말았다. 한편 교육과 사회사업에도 뜻을 두어 대한적십자회에 재직 중 난징, 미주, 하와이 등지에서 모금한 돈으로 간도 지방 독립운동가 가족들의 생계를 지원하였다. 1932년 이봉창, 윤봉길 의거로 상하이 대한적십자회 등이 궤멸되자 1933년 상하이 인성학교(仁成學校) 이사장, 상해한인기독교청년회이사장, 한교협회이사장 등에 피선되었다.

### 교육 활동
1947년에 귀국하여 서울에 정착, 새문안교회 장로로서 시무하였고, 경신학교 재단 이사, 서울 YMCA기독청년회 이사, YMCA 중앙기독청년회 이사, 경신학교 재단 이사 등에 피선되었다. 1950년 경신학교 재단 이사장에 취임했다. 6·25 전쟁으로 부산으로 피난, 전쟁 중 피난지 부산에서 YMCA 기독교청년연맹 전시 비상대책위원장, 맹인협회 재단 이사장, 농아자협회 재단 이사장으로 선출되었다. 피난지에서도 기독청년운동을 하였으며 음지에서 많은 사회봉사 활동을 하였다. 1953년 2월 서울 수복 후에 기독교학교연합회를 조직하였다. 1953년 경신학교가 경신중고로 나뉘자 경신중학교 교장에 취임하여 1960년 정년퇴직할 때까지 재직하였다.
1960년 경신학교에서 정년퇴직한 뒤 대한예수교장로회 경기노회 부회장에 피선되었다. 전쟁 이후의 재난, 기근 구호 사업에 참여하였고, 그밖에 기독교아동복지회 재단이사 및 안양기독보육원 재단이사 등을 맡아 사회 사업을 맡아보기도 했다. 1968년 독립운동에 참여한 공로로 대통령 표창을 수여받았다. 1972년에 사망하였다.

### 사후
사후 1980년 건국포장이 추서되었다. 1990년 다시 건국훈장 애국장이 추서되었다.

## 가족 관계
- 할아버지 : 서석순(徐奭淳)
- 친 아버지 : 서경조(본명은 서상우)
  - 형 : 서광호(徐光昊, 의사) - 생모의 전남편의 아들인데 생부 서경조가 자기 호적에 올렸다 한다.
- 양 아버지 : 서상륜(1848년 7월 19일 ~ 1926년 1월)
  - 양 누나 : 서윤애
- 부인 : 김구례(金求禮), 독립운동가 겸 정치인 우사 김규식의 처형
  - 아들 : 서재현, 독립운동가
    - 손자 : 서경석, 목사

## 같이 보기
- 신한청년당
- 신아동제사
- 김규식
- 김필순
- 김염
- 김순애
- 서재현
- 여운형